# 大元女子高等学校
大元女子高等学校（韓語：대원여자고등학교），也译作大元女子高中，位于大韩民国首尔特别市广津区中谷洞的一所私立女子高级中学，1982年5月13日成立。该校与大元外国语高等学校、大元高等学校、大元国际中学校都是大元学园旗下的学校。

## 校友
- 林恩京：演员